# تل فخار (عراق)
تل فخار (به عربی: تل الفخار) یک تل باستانی است که به فارسی تپه سفال خوانده می‌شود. این تپه در استان کرکوک و شمال شرقی عراق واقع شده است. اولین کاوش‌ها در این منطقه در سال ۱۹۶۷ تا ۱۹۶۹ توسط اداره کل آثار باستانی کشور عراق انجام شد. اندازه این سایت باستانی، ۶۵۶ فوت در ۴۴۳ فوت است و ارتفاع آن به ۱۵ فوت می‌رسد. حفاری‌های صورت گرفته در این منطقه، قدمت آن را به دوره میتانی و امپراتوری آشوری نو در اواسط هزاره دوم قبل از میلاد مسیح می‌رساند.

## باستان‌شناسی
این منطقه باستانی اولین بار توسط اداره کل آثار باستانی عراق و به مدیریت یاسین محمود الخالصی به تاریخ ۱۹۶۷ صورت گرفت. این حفاری تا ۲۷ ژانویه ۱۹۶۸ ادامه داشت. در پی این حفاری مشخص گردید که این مکان به جهت کاوش‌های غیرقانونی دچار آسیب‌های بسیاری شده است. همچنین در این حفاری، صفحات سفالی مختلفی در سطح تل یافت شد. فصل دوم حفاری‌ها در سال ۱۹۶۹ انجام شد.
ابعاد این تپه ۲۰۰ در ۱۳۵ متر (۶۵۶ در ۴۴۳ فوت) است که ارتفاع آن به ۴٫۵ متر (۱۵ فوت) می‌رسد. این تل در منطقه‌ای قرار دارد که مورد کاربری کشاورزی دیم قرار داشته است و در ۲ کیلومتری شمال آن، یک رودخانه واقع شده است که رودخانه‌ای زمستانه است. در ۳۵ کیلومتری این منطقه، در ناحیه شمال شرقی آن، شهر نوزی واقع شده است. در این تل باستانی، اکتشافات مختلفی صورت گرفته است که مهم‌ترین آنها، اکتشاف کاخ سبز است. این کاخ که یک سازه با ۱۷ اتاق است که دیواره‌های آن تا شش بار گچ کاری شده و با رنگی سبز رنگ، رنگ‌کاری شده است. از همین رو به این ساختمان، کاخ سبز گویند. این کاخ از دو فضای عمومی و خصوصی تشکیل شده است که در فضای عمومی، یک تالار پذیرایی با نیمکت‌هایی در اطراف دیواره‌ها است. این فضا برای پذیرایی از مهمانان حاکم استفاده می‌شده است. در جلوی ساختمان، یک تراس بزرگ وجود دارد که با آجرهای گچی، تزئین شده‌اند.
طی اکتشافات این منطقه، ۳۴ اسکلت در کاخ یافت شده است که اکثریت در دو اتاق قرار داشتند. وجود نوک پیکان و تکه‌های زره در اطراف اجساد، نشان از دفاع این افراد از کاخ در برابر مهاجمین بوده است. مسئله حمله به کاخ با وجود مسدود شدن برخی از درگاه‌های کاخ و همچنین تخریب و آتش‌سوزی در کاخ، تقویت می‌شود. در این کاخ حدود ۸۰۰ لوح سفالی یافت شده است که بیشتر آنها مهر و موم بودند. کاوش‌گران، پراکندگی الواح در جای جای کاخ را دلیلی بر غارت کاخ دانستند. از دیگر یافته‌های باستان‌شناسانه از این کاخ، ظروف سفالی، تزئیتات طلا و نقره، زره‌های برنزی، نیزه و سرنیزه و پیکان‌ها از جنس مس و بطری‌های شیشه‌ای می‌توان یاد کرد.